# Carlo Besozzi
Carlo Besozzi (Napoli, 1738 – Dresda, 22 marzo 1791) è stato un oboista e compositore italiano.
Egli era figlio dell'oboista e compositore Antonio Besozzi, il quale fu indubbiamente suo insegnante. Nel 1755 entrò assieme al padre come oboista regolare dell'orchestra della corte di Dresda (al servizio della principessa elettrice di Sassonia Maria Antonia Walpurgis), posizione che mantenne per tutta la vita. Durante gli anni successivi, sempre accompagnato dal padre Antonio, compì diversi viaggi attraverso l'Europa: tra le varie città in cui soggiornò, si ricordano in particolar modo Parigi nel 1757, Stoccarda nel 1758-9 e Salisburgo nel 1778, dove fu giudicato positivamente da Leopold Mozart. In seguito ad Augusta fu elogiato da un certo Schubert (Christian Friedrich Daniel Schubart ?) come il monarca degli oboisti e un grande teorico. Nel settembre del 1772, quando Charles Burney visitò Dresda descrisse con precisione la tecnica che Besozzi impiegava per suonare il proprio strumento. Nel settembre del 1774 Carlo ebbe il permesso di assentarsi dai propri doveri presso la capitale sassone e di recarsi a Torino, dove fece visita ai suoi genitori. Il 15 aprile 1776 gli venne aumentato lo stipendio a 200 talleri e il 4 maggio gli venne concesso un ulteriore viaggio in Italia. Attualmente non ci giungono successive informazioni sul suo conto.
Anche se nessuna delle numerosi composizioni di Besozzi fu stampata durante la esistenza, sopravvivono attualmente 23 concerti, 26 sonate e un divertimento. I suoi concerti erano chiaramente scritti per essere suonati da lui stesso ed erano concepiti per mostrare la sua abilità. Nei movimenti finali di queste composizioni si denota un carattere prevalentemente serio, segno di un chiaro influsso da parte dello Sturm und Drang.

## Composizioni
- Concerti per oboe (di cui 6 in do magg., 5 in sol magg., 3 in fa mgg., 3 in si magg., 2 in re magg., 1 in mi magg., 1 in sol min.)
- Concerto per 2 oboi in do magg.
- 24 sonate per 2 oboi, 2 corni e basso continuo
- Sonata per 2 oboi
- Sonata per oboe e basso continuo
- Divertimento per 2 flauti e violoncello